# 中野栄治
中野 栄治（なかの えいじ、1953年3月31日 - ）は、東京都出身（大分県生まれ）の元騎手・元調教師。

## 経歴

### 騎手時代
1971年に東京・荒木静雄厩舎からデビューし、同期には南井克巳がいる。3月6日の中山第1競走4歳未勝利・アカネヤシマ（14頭中7着）で初騎乗を果たし、4月4日の中山第2競走4歳以上100万下・ダイニトウリュウで初勝利を挙げる。2年目の1972年には初の2桁となる23勝を挙げ、同年から1988年まで17年連続2桁勝利を記録。1974年にはトウコウエルザの主戦騎手となるが、優駿牝馬前に連覇中の嶋田功に交代。1975年の京王杯AHからコンビが復活し、8頭中8番人気を覆して6番人気で1歳上のオークス馬ナスノチグサの2着に突っ込み、『オークス馬同士で枠連万馬券』という珍事を起こしている。続くオールカマーでも2着に入り、不良馬場の天皇賞（秋）ではフジノパーシア・カーネルシンボリに次ぐ3着と健闘。同年からは外国産馬・スピリットスワプスの主戦を務め、レコード勝ちを含む4連勝で挑んだ朝日杯3歳Sは2着と初めて敗れるが、1976年のきさらぎ賞で人馬共に重賞初勝利を挙げる。日本短波賞は3着に敗れたものの、ニッポーキング・ディアマンテ・カシュウチカラに先着。ダービー卿CTでも2着に入り、有馬記念にも2年連続で挑戦。1979年には皐月賞馬ビンゴガルーでセントライト記念を制して3年ぶりの重賞勝ちをマークするが、同馬には第24回有馬記念にも騎乗し、道中で競争を中止して結果的に引退レースとなった。1980年にはドロッポロードで最後のクモハタ記念を制し、同馬では1981年の金杯（東）・東京新聞杯も制覇。同年からはフリーになり、関屋記念・ブラビオーで通算200勝を達成するなど自己最多の27勝をマーク。
騎乗フォームが美しい騎手としても知られ、自らもそれをアピールポイントにしていた時期もあり、騎手を見る目が厳しいことで知られている藤沢和雄も調教助手時代にそのフォームを絶賛している。また若いころには端正な顔立ちから「競馬界の郷ひろみ」と呼ばれていたこともあった。
1989年の朝日杯3歳Sと1990年の東京優駿（日本ダービー）をアイネスフウジンに騎乗して勝っている。
1994年の日本ダービー時には現役騎手ながらフジテレビ『スーパー競馬』のゲストとして出演。ナリタブライアンの二冠達成を見届けた。
1995年に調教師免許を取得し、騎手を引退。通算成績3,670戦370勝（うち重賞16勝）であった。

### 調教師時代
1996年3月に厩舎を開業。初出走は同年3月10日中京競馬第3競走のエータイムで7着。初勝利は同年6月9日札幌競馬第1競走のエータイムでのべ33頭目であった。
2000年のCBC賞をトロットスターで勝ち、重賞競走初勝利。同馬で翌2001年の高松宮記念を勝ち、GI競走の初勝利も挙げ、秋にスプリンターズステークスも制した。
2007年のジョッキーマスターズに参戦。現在使用されていないアイネスの勝負服を着用し、参加騎手でもっとも重い負担重量で挑んだが8着に終わった。
2015年のフェアリーステークスをノットフォーマルで1着となり、14年ぶりの重賞勝利。
2024年の日経新春杯をブローザホーンが1着となる。これが調教師として最後の重賞制覇。同馬は調教師引退後、栗東吉岡辰弥厩舎へ転厩し、同年の天皇賞（春）2着、そして宝塚記念を制覇した。
2024年3月5日をもって定年のため、調教師を引退した。

## アイネスフウジンと中野
騎手時代の代表馬として、日本ダービーと朝日杯3歳SのGIを2勝したアイネスフウジンが挙げられる。
1989年夏、中野は当時36歳。美浦の中堅騎手だったが、体重管理の失敗とその以前に起こした交通事故で厩舎サイドはおろか競馬サークル全体からの信用を落としてしまっており、騎乗する馬がほとんどいない状態だった。
しかしその状況のなかで、夏競馬の最中で人も馬も閑散としている美浦トレーニングセンターで中野に声を掛けたのが加藤修甫調教師だった。加藤は「中野、おまえダービー取ってみたいだろ。ウチのに乗ってみないか？」と声を掛けた。それがアイネスフウジン騎乗の契機となった（なお騎乗は調教師の一存だけでは決められないが、この騎乗に関しては馬主も了承していた）。
中野と加藤の期待に応え、3戦目で未勝利戦を勝ち上がると（のちのインタビューによれば将来性のある馬だから無理をさせなかったとのこと）、次走の朝日杯3歳Sでは、マルゼンスキーが記録した1分34秒4のレコードタイで勝利した。
このため、翌1990年のクラシックレースでも期待されたが、皐月賞では他馬（ホワイトストーン）のスタート直後の斜行による出遅れが響きハクタイセイの2着に敗れる。この敗戦で中野自身は乗り替わりを覚悟したといい、事実、競馬マスコミからは「中野を降ろせ」の声もあった。しかし加藤は「おまえのせいで負けたんじゃない。最後まで任せたからな。」とかばい、引き続き騎乗することになった。
ダービーでは人気を落とすが、それに反発するように中野はレース前に関係者に対して、「（馬券が買えるならば）借金してでもアイネスフウジンを1番人気にしてやりたい」と語っている。（実際の1番人気はメジロライアン、フウジンは3番人気）。
レースのゲートが開くと、スタートこそ遅れたものの、中野はアイネスフウジンをすぐに加速させ先頭を取る。速いペースを保ちつつ、馬場の荒れた内を4コーナーまで避けて逃げ、2分25秒3のレースレコードで逃げ切った。当時のレースレコードは1988年、サクラチヨノオーの2分26秒3で、ちょうど1秒の記録更新だった。この記録は14年後キングカメハメハによって破られるも、東京競馬場の馬場が改修されたあとのことである。
ゴール直後、中野は馬上でこれまでの苦労した騎手人生を噛みしめるように「ざまあみろ！このオレだってジョッキーだ！」とつぶやいたという。この快挙に東京競馬場に詰めかけた約20万の観客から「ナカノ！ナカノ！」と中野コールが沸き起こった。競馬場でGIレースの勝利騎手、勝利馬にコールが起きるのは、このとき以来とされている。
しかしアイネスフウジンが脚部不安で引退するとふたたび騎乗馬に恵まれず、また、減量がいよいよ厳しくなっていたこともあって1992年には年間0勝に終わってしまい、「年間勝利ゼロのダービージョッキー」としてテレビのドキュメントに取り上げられたこともあった。

## 騎手成績
| 通算成績 | 1着 | 2着 | 3着 | 騎乗数 | 勝率 | 連対率 |
| -------- | --- | --- | --- | ------ | ---- | ------ |
| 平地     | 370 | 368 | 364 | 3670   | .101 | .201   |

|            | 日付           | 競走名             | 馬名               | 頭数 | 人気 | 着順 |
| ---------- | -------------- | ------------------ | ------------------ | ---- | ---- | ---- |
| 初騎乗     | 1971年3月6日   | -                  | アカネヤシマ       | -    | -    | 7着  |
| 初勝利     | 1971年4月4日   | -                  | ダイニトウリュウ   | -    | -    | 1着  |
| 重賞初騎乗 | 1972年5月3日   | 京王杯スプリングHC | ハクリョウボーイ   | 15頭 | 15   | 8着  |
| 重賞初勝利 | 1976年2月8日   | きさらぎ賞         | スピリットスワプス | 7頭  | 1    | 1着  |
| GI級初騎乗 | 1974年5月26日  | 東京優駿           | インタージャンボ   | 23頭 | 22   | 12着 |
| GI初勝利   | 1989年12月17日 | 朝日杯3歳S         | アイネスフウジン   | 15頭 | 5    | 1着  |

### 主な騎乗馬
- スピリットスワプス（1976年きさらぎ賞）
- ビンゴガルー（1979年セントライト記念）
- ドロッポロード（1980年クモハタ記念、1981年金杯（東）・東京新聞杯）
- ブラビオー（1981年関屋記念）
- スーパーファスト（1981年クイーンステークス）
- ダンシングファイタ（1983年中山牝馬ステークス）
- シンボリヨーク（1984年東京新聞杯）
- ビンゴチムール（1986年目黒記念）
- スーパーグラサード（1986年新潟大賞典・エプソムカップ）
- ビンチトール（1986年タマツバキ記念）
- アイネスフウジン（1989年朝日杯3歳ステークス、1990年共同通信杯・東京優駿）

## 調教師成績
|            | 日付           | 競馬場・開催  | 競走名      | 馬名               | 頭数 | 人気 | 着順 |
| ---------- | -------------- | ------------- | ----------- | ------------------ | ---- | ---- | ---- |
| 初出走     | 1996年3月10日  | 1回中京4日3R  | 4歳未勝利   | エータイム         | 10頭 | 9    | 7着  |
| 初勝利     | 1996年6月9日   | 1回札幌2日1R  | 4歳未勝利   | エータイム         | 12頭 | 4    | 1着  |
| 重賞初出走 | 1996年3月31日  | 2回中山4日11R | クリスタルC | アイネスシスカ     | 16頭 | 15   | 12着 |
| 重賞初勝利 | 2000年12月16日 | 3回中京7日11R | CBC賞       | トロットスター     | 16頭 | 1    | 1着  |
| GI初出走   | 1999年4月11日  | 2回阪神6日11R | 桜花賞      | ステファニーチャン | 18頭 | 10   | 17着 |
| GI初勝利   | 2001年3月25日  | 1回中京8日11R | 高松宮記念  | トロットスター     | 18頭 | 1    | 1着  |

### 主な管理馬
※括弧内は当該馬の優勝重賞競走、太字はGI級競走。
- アブクマレディー（1999年クラスターカップ）
- キングデール（1999年サラブレッドチャレンジカップ）
- トロットスター （2000年CBC賞、2001年シルクロードステークス、高松宮記念、スプリンターズステークス）
- タイムフェアレディ （2001年フラワーカップ）
- ノットフォーマル （2015年フェアリーステークス）
- カイザーメランジェ （2019年函館スプリントステークス）
- ブローザホーン（2024年日経新春杯）

### 主な所属者
- 黛幸弘（調教助手）
- 黛弘人（騎手、デビュー時に所属していた）

## 著作
- 1991年「馬も笑う競馬のはなし」株式会社コスモの本（ISBN 4-906380-11-5・廃刊）

## 血縁
- 父は地方・大井でヤシマナシヨナルなどを管理し、宮浦正行を育てた元調教師の中野要。1968年と1969年に韓国で開かれたアジア国際親善競馬には騎手として参加し、1969年にはメインの大統領杯を優勝。朴正煕大統領から賞を授与された。1969年5月26日付の『京郷新聞』には写真付きで結果が報じられ、現役時代と変わらない騎乗ぶりで逃げ切ったと記されている。要は、中野が2歳の時に中津から大井に移籍しているが、日本統治時代の京城でも騎乗していたとされ、競馬における日韓交流の架け橋的な存在であった[5]。
- 息子は調教助手で、「サークル内でも高身長でかなりのイケメン」と言われている。
- 従兄に元大井の騎手で、現在は大衆演劇「橘劇団」一座の俳優である下川勝彦（現在の芸名・水城新吾）。